# Пламенеющая готика

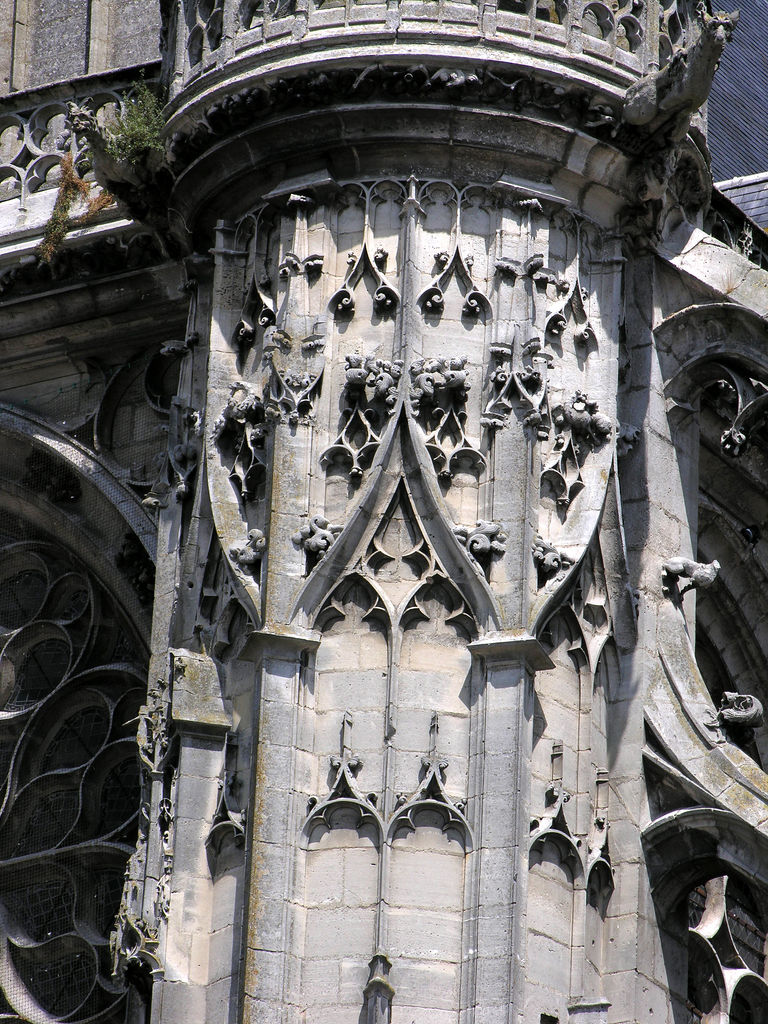
Слепая арка в стиле пламенеющей готики и декоративный масверк в трансепте XVI в. кафедрального собора в Санлисе

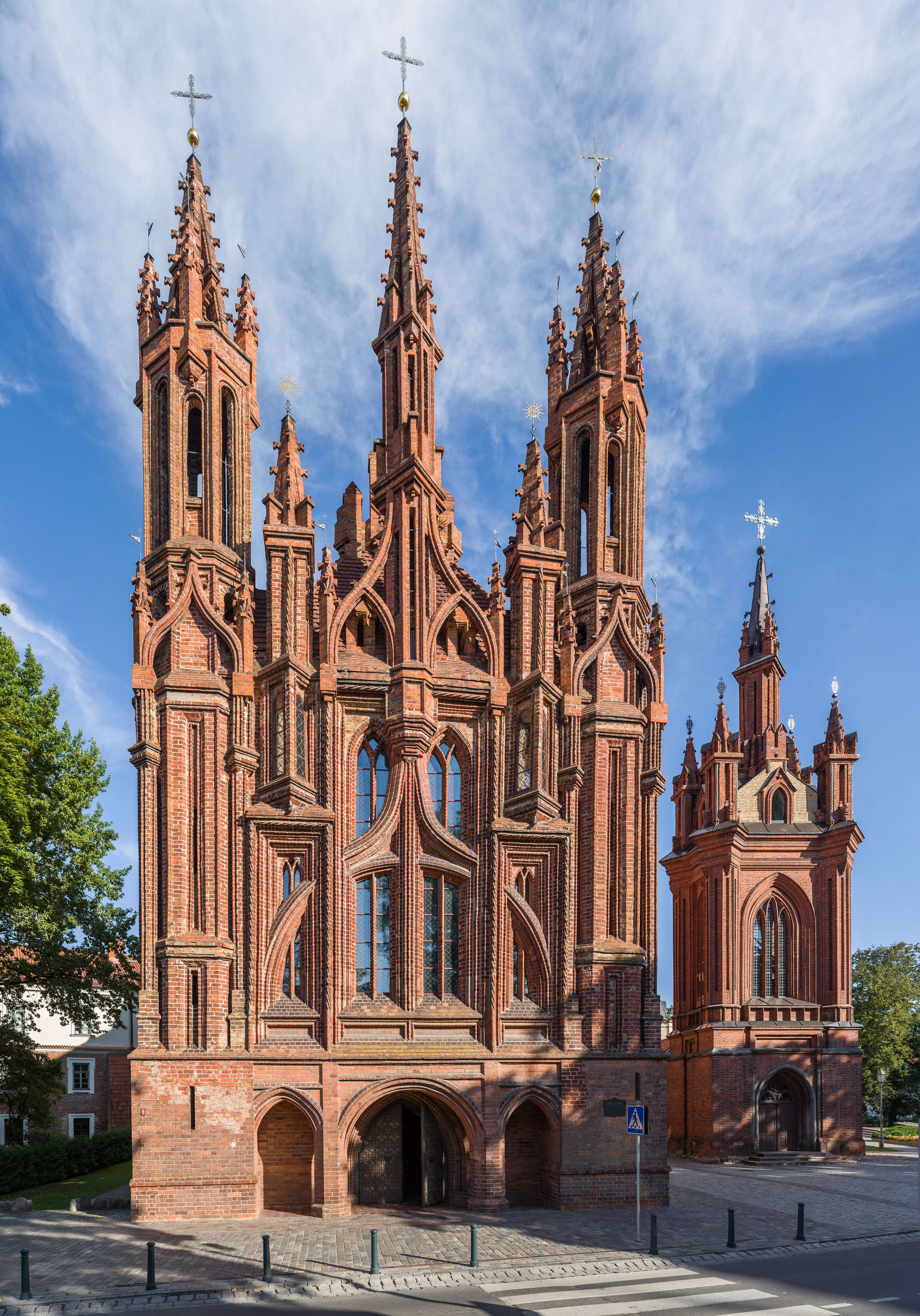
Костёл святой Анны в Вильнюсе

Пламенеющая готика (фр. Gothique flamboyant) — стилевое течение в архитектуре готики в поздний период её развития во Франции, Испании и Португалии в XV веке. В Англии мода на пламенеющую готику появилась и исчерпала свои возможности во второй половине XIV века. В XV веке доминировал в основном типично английский «перпендикулярный стиль». В Германии в это же время получил развитие позднеготический стиль под собственным наименованием: зондерготика (нем. Sondergotik — особенная готика).

## Название
Название стиля происходит от напоминающих языки пламени спирально закрученных фиалов готических башенок-пинаклей. Характерны орнаменты типа «рыбий пузырь» (нем. Fischblase — рыбий пузырь). Они представляют собой изогнутую форму наподобие «персидского огурца» (буты), округлённую на одном конце и заостряющуюся на другом, также похожую на язык пламени. Для архитектуры «пламенеющей готики» типичны крестоцветы, орнаменты типа масверк и изощренно изгибающиеся переплёты окон (англ. flowing tracery — текучий узор).
Термин «пламенеющая готика» ввёл в 1890-х годах французский историк Шарль Виктор Ланглуа, считая «пламенеющие формы» вырождением готического стиля. Термин «пламенеющая готика» (как и само слово «готика») долгое время использовали с негативным оттенком. Только в 1972 году вышло обобщающее и беспристрастное исследование канадского историка Р. Санфеона «Пламенеющая архитектура во Франции».

## Особенности стиля
Этот стиль демонстрирует преемственность от высокой готики, но отмечен ещё большим вниманием к декоративным элементам. Однако смысл стиля не сводится к внешним проявлениям. Пламенеющая готика — «венец средневековья» и, одновременно, кризисная фаза развития готического стиля, в которой искусство готики как бы отрицает само себя, подготавливая тем самым почву для распространения новых художественных идей. Для этого времени характерно строительство зальных храмов, в которых боковые нефы выводили на одинаковую высоту с центральным, а тонкие пучки колонн и огромные окна создавали ощущение единого пространства. В этом можно увидеть предвестие классицистического архитектурного мышления, которое формировалось в эти годы в Италии.

## Архитектурные памятники пламенеющей готики
- Церковь Сен-Маклу (Сен-Мало), Руан, Франция
- Собор св. Вульфрама, Абвиль, Франция
- Собор Святого Николая, Фрибур, Швейцария
- Поперечные нефы (трансепты) кафедрального собора Нотр-Дам[фр.] де Санлис, Франция
- Кафедральный собор в Мулене, Франция
- Миланский собор, Милан — редкий образец пламенеющей готики в Италии
- Башня Сен-Жак (бывшая колокольня церкви Сен-Жак-ла-Бушери), Париж, Франция
- Севильский кафедральный собор, Севилья, Испания — в частности, «пламенеющий» свод
- Костёл святой Анны, Вильнюс, Литва
- Шартрский собор, Шартр, Франция — шпиль северной башни
- Собор Нотр-Дам в Эврё, Франция — северный трансепт
- Собор Святых Петра и Павла в Нанте, Франция
- Кафедральный собор Сеговии, Сеговия, Испания